# His Majesty's Ship

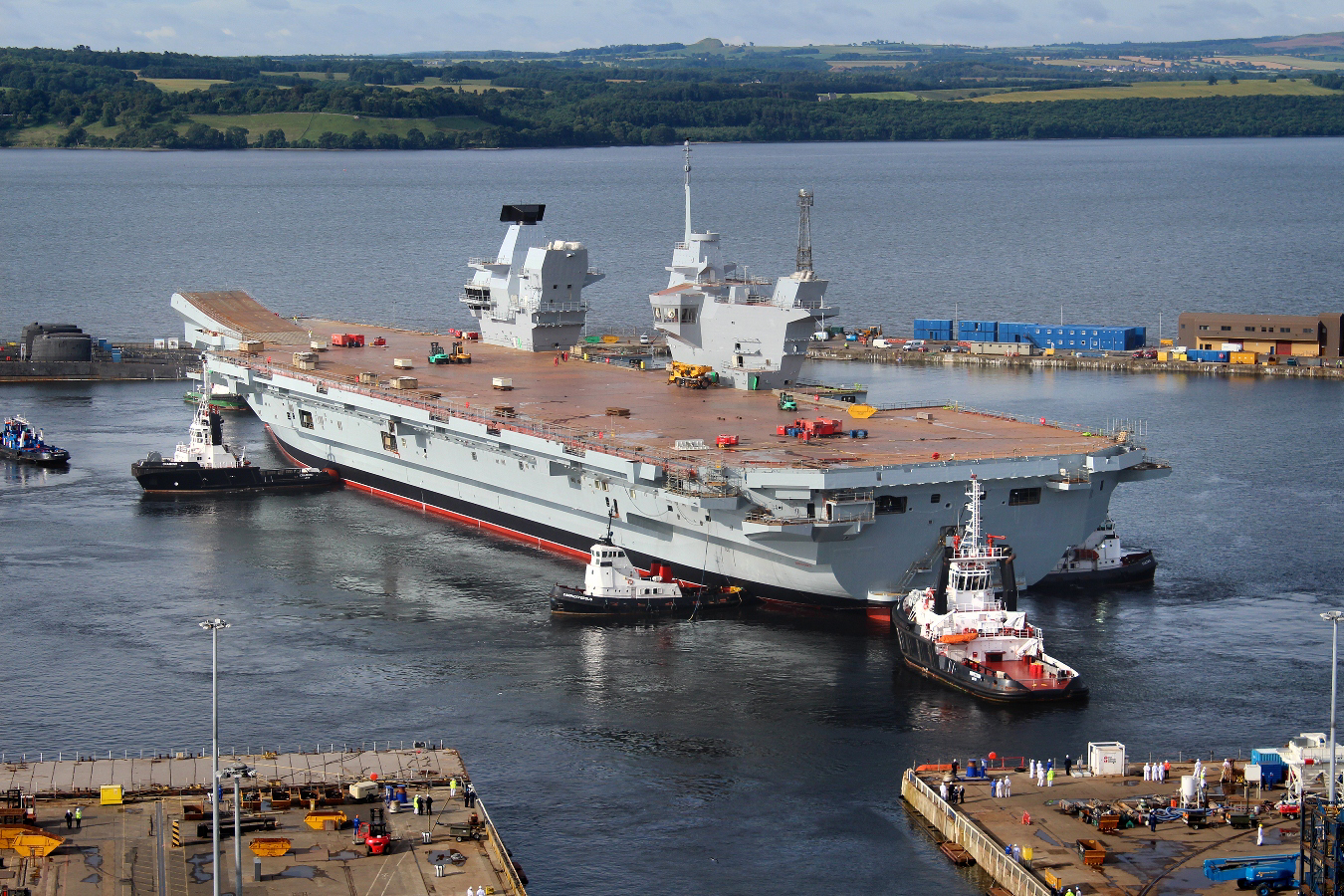
Le plus large navire de la Royal Navy, le HMS Queen Elizabeth à Rosyth, en Écosse, en juillet 2014.

His ou Her Majesty's Ship est le préfixe de navire utilisé dans la Royal Navy. Souvent abrégé en HMS, il signifie « le navire de sa majesté », le His (masculin) ou le Her (féminin) étant utilisé selon le sexe du monarque en fonction.

## Suède
Dans la Marine royale suédoise, tous les navires portent le préfixe HMS (Hans ou Hennes Majestäts Skepp). Cela vaut aussi bien pour les navires de surface que pour les sous-marins
À l'étranger, les navires de la marine suédoise reçoivent parfois le préfixe HSwMS (pour His Swedish Majesty's Ship), afin d'éviter toute confusion avec d'autres utilisations du préfixe HMS